# Ectecephala laevifrons
Ectecephala laevifrons är en tvåvingeart som beskrevs av Becker 1912. Ectecephala laevifrons ingår i släktet Ectecephala och familjen fritflugor. Inga underarter finns listade i Catalogue of Life.